# سینما صحرا
سینما صحرا یا سینما ریوُلی سابق از سینماهای معروف تهران است. این سینما در روز جمعه ۱۶ دی ماه سال ۱۳۴۵، با نمایش فیلم کتاب مقدس افتتاح شد. طراح این سینما یوسف شریعت‌زاده بود و در زمینی به مساحت ۱۰۵۰ متر مربع در خیابان شریعتی تهران، سه‌راه طالقانی ساخته شده‌است. سالن سینما صحرا با ظرفیت ۱۱۰۰ نفر یکی از بزرگترین سینماهای ایران است.

## نام
سالن تئاتر ریولی (Rivoli) نیویورک، یکی از قدیمی‌ترین سینماهای جهان بود که در ۲۸ دسامبر ۱۹۱۷ در آمریکا بر روی عموم گشوده شد. پس از آن نام ریولی برای بسیاری سینماهای دیگر نیز انتخاب شد.